# Kim Godtfredsen
Kim Godtfredsen (født 1966) er en grønlandsk langdistanceløber, som løber for Sparta Atletik. Han er grønlandsk rekordholder.

## Personlige Rekorder
- 1.500m 3.47,84
- 3.000m 8.09,5
- 5.000m 14.12,52
- Marathon 2.25,22

## Karriere
- Deltager i 2003 ved EM i bjergløb og blev nr. 65.
- Har løbet Europacup landskamp for Danmark to gange.